# Verkehrsstrafe
Unter einer Verkehrsstrafe verstehen die Verkehrswissenschaften die Sanktionierung eines Fehlverhaltens im Straßenverkehr.

## Begriff
Das Verkehrsrecht sieht vor, dass der Verkehr in geregelten Bahnen, d. h.
unter Einhaltung der Vorgaben etwa der deutschen Straßenverkehrsordnung (StVO) und zusätzlicher allgemein ethischer Verpflichtungen partnerschaftlichen Umgangs, funktioniert. Dies ist schon aus Gründen der Sicherheit des Straßenverkehrs erforderlich. Um diese zu gewährleisten und um bei Verstößen einen Gerechtigkeitsausgleich zu schaffen, sieht das Verkehrsrecht auch Strafandrohungen und gestaffelte Strafmaßnahmen vor, die je nach Schwere der Verfehlung von mündlichen Verwarnungen über Bußgelder bis zu Verkehrsverboten reichen.

## Bedeutung
Die Verkehrsstrafe dient einerseits der Abschreckung und andererseits der Sühnung eines Fehlers bei der Verkehrsbeteiligung. Die verhängte Buße soll den Delinquenten empfindlich treffen und von einer Wiederholung des Regelverstoßes abhalten. Dabei wird im Strafmaß in Bezug auf die körperlichen und geistigen Voraussetzungen (z. B. Alkohol- oder Drogenkonsum) und die Einstellung bei der Verkehrsbeteiligung, etwa zwischen einem bloß unkonzentrierten Verkehrssünder und einem aggressiven Verkehrsrowdy, sowie nach den mehr oder weniger gravierenden Unfallfolgen unterschieden. Verkehrsverstöße können sich insofern als eine minderschwere Ordnungswidrigkeit oder aber als eine Straftat darstellen. Für die Einordnung ist die Schwere des Verstoßes maßgeblich. Die Art der Strafen, die Höhe der zu verhängenden Geldbußen und die Dauer eines etwaigen Fahrverbots richten sich nach der Bußgeldkatalog-Verordnung (BKatV) und dem in der Anlage beigefügten Bußgeldkatalog. Die Polizeistatistik registrierte für das Jahr 2018 im deutschen Straßenverkehr 4,5 Millionen Ordnungswidrigkeiten und 250 000 Straftaten.

## Verkehrsverstöße

### Rechtliche Vorgaben und Auswirkungen
Die wichtigsten Regelungsinstanzen für das korrekte Verhalten im Straßenverkehr sind das Straßenverkehrsgesetz (StVG), die Straßenverkehrsordnung (StVO), die Straßenverkehrs-Zulassungs-Ordnung (StVZO), die Fahrzeugzulassungsverordnung (FZV) und die Fahrerlaubnisverordnung (FeV). Das Straßenverkehrsrecht stellt sich damit als ein differenziertes Ordnungsrecht dar, das durch Bundesrecht bestimmt wird.
Soweit sie polizeilich erfasst sind, werden Verstöße gegen die kodifizierten Regeln des Verkehrens entsprechend den gesetzlichen Vorgaben geahndet. Dabei wird je nach Schwere des Vergehens ein unterschiedliches Strafmaß angesetzt: Während kleinere Verfehlungen ohne gravierende Folgen nur als Ordnungswidrigkeiten eingestuft und mit bloßen Verwarnungen geahndet werden können, zählen schwerwiegendere Verstöße im öffentlichen Verkehrsraum zu den Straftaten oder Delikten, die als  Vergehen oder Verbrechen gewertet und erheblich strenger bestraft werden. Viele Verkehrsstraftaten werden  im Strafbefehlsverfahren gemäß § 407 StPO behandelt.
Wenn das Delikt eine gewisse Relevanz erreicht, etwa von einem Strafgericht als Straftat eingestuft bzw. wenn gegen den Betroffenen eine Geldbuße von mindestens 60 Euro festgesetzt oder ein Fahrverbot angeordnet wurde, werden die Daten des Delinquenten darüber hinaus gemäß § 28 des Straßenverkehrsgesetzes (StVG) in dem seit 2014 vom Kraftfahrt-Bundesamt in Flensburg geführten deutschen Fahreignungsregister (FAER), der sogenannten „Verkehrssünderkartei“, gespeichert.  Dem religiösen Ursprungsbereich des Begriffs vergleichbar, gibt das Gesetz dem „reuigen Verkehrssünder“ jedoch nach Einsicht, Buße und einer gewissen Zeit des Wohlverhaltens den Status der Unbescholtenheit durch Streichen der Punkte bzw. des Namens aus der Verkehrssünderkartei wieder zurück.

### Strafarten und Strafvorschriften
Strafarten finden sich in den verschiedensten Bereichen des Verkehrslebens und Strafvorschriften entsprechend u. a. im 28. Abschnitt des Strafgesetzbuches (StGB), im Straßenverkehrsgesetz (StVG) oder im Pflichtversicherungsgesetz (PflVersG).
So stellt etwa die Rechtsnorm zur Gefährdung des Straßenverkehrs unter Strafe, wenn durch riskantes Verhalten im Straßenverkehr Gefahren für Leib und Leben Dritter oder für fremde Sachen von bedeutendem Wert verursacht werden. Sie erfasst gefährliche Verhaltensweisen durch Außenstehende, die in den Straßenverkehr eingreifen bzw. Fehlverhalten von Verkehrsteilnehmern, die andere im Verkehrsgeschehen gefährden. Dafür kann eine Freiheitsstrafe bis zu fünf Jahren oder eine Geldstrafe verhängt werden.
Als besonders unfallträchtig und wegen der Inkaufnahme von schwersten Schädigungen Unbeteiligter besonders verwerflich werden die in Deutschland deshalb nach § 29 StVO grundsätzlich verbotenen Straßenrennen gewertet. Bis 2017 nur als Ordnungswidrigkeit eingestuft, nach § 49 StVO mit 400,00 EUR Bußgeld und einem Monat Fahrverbot geahndet und nach § 40 mit zwei Punkten im Fahreignungsregister belegt, wurde das Strafmaß seit dem 13. Oktober 2017 verschärft. Seitdem kann die Teilnahme an solchen Straßenrennen angesichts des vermehrten Aufkommens in den Innenstädten und zahlreicher Todesfälle Unbeteiligter im Sinne des § 315d des Strafgesetzbuchs (StGB) mit bis zu zehn Jahren Freiheitsstrafe belegt werden.
Auch die Unfallflucht oder Fahrerflucht gilt beispielsweise im deutschen Strafrecht als eine Verkehrsstraftat, die in § 142 des Strafgesetzbuchs (StGB) unter der Bezeichnung Unerlaubtes Entfernen vom Unfallort geregelt ist. Sie ist geeignet, die Ermittlung relevanter Informationen über den Hergang des Verkehrsunfalls zu verhindern und kann mit einer Geldstrafe oder einer Freiheitsstrafe bis zu drei Jahren sanktioniert werden. Die Strafbarkeit der Unfallflucht soll sicherstellen, dass Geschädigte ihre Ansprüche gegen den Schädiger durchsetzen können, wozu ihnen die notwendigen Informationen über den Unfall zustehen.

## Strafdidaktik
Obwohl Kinder nach der Polizeistatistik bei einem Großteil ihrer Unfälle als sogenannte „Hauptverursacher“ geführt werden, gelten sie nach den Strafgesetzen bis zu einem bestimmten Alter als „strafunmündig“ bzw. „schuldunfähig“. So legt etwa das österreichische Verwaltungsstrafgesetz (VStG) in § 4 fest, dass nicht strafbar ist, wer zum Zeitpunkt des Vergehens das 14. Lebensjahr noch nicht vollendet hat, und auch das deutsche Strafgesetzbuch schreibt für die Strafmündigkeit das vollendete 14. Lebensjahr vor.
Dennoch sieht es die Verkehrspädagogik als erforderlich an, dass schon Kinder die Folgen ihres Tuns erkennen und altersgerecht auch verantworten, d. h. gewisse Konsequenzen erfahren sollten. Es macht didaktisch nämlich keinen Sinn, Regeln aufzustellen, wenn deren Einhaltung nicht überwacht und Regelverletzungen folgenlos bleiben. Dabei muss von den Erziehern jedoch „vom Kinde aus“ gedacht und gehandelt werden Das Kind darf nicht als Mängelwesen abqualifiziert und unterschätzt, sondern muss in seinem bereits vorhandenen Fähigkeitsprofil erkannt und angesprochen werden. Die gesetzlich vorgesehenen Strafen wie Geldbußen oder Verkehrsverbote liegen außerhalb der Denkweise von Kindern. Selbst Unfälle des Straßenverkehrs sind Vorschulkindern in ihren dramatischen Dimensionen noch nicht zugänglich. Ihr Einsichtsvermögen muss über das ihnen gemäße Spiel aktiviert und allmählich entwickelt werden. Kindgerechte Verkehrserziehung verwandelt entsprechend das ihnen bereits früher zugängliche Spielgeschehen in ein spannendes Verkehrsgeschehen. Die didaktische Handlungsanweisung für den Verkehrserzieher lautet: „Wir machen Spielregeln zu Verkehrsregeln, Spielraum zu Verkehrsraum, Spielpartner zu Verkehrspartnern – und auch Spielstrafen zu Verkehrsstrafen.“
In der „Modellsituation Spiel“ begreift das Kind sehr schnell, dass Interaktionen nach Regeln verlaufen und Regelverstöße zu ahnden sind, wenn das Spiel funktionieren und gerecht sein soll. So lässt sich etwa beim sogenannten „Tabuzonenspiel“ – vom Spielgedanken her schlüssig – die Kontrolle der Emotionen in der Hektik des Sportspiels trainieren: „Wer unkontrolliert in die Tabuzone (auf die Straße) gerät, wird zum Unfallopfer. Dieses muss ins Krankenhaus, was bedeutet, auf einer Matte am Rande des Geschehens zu pausieren. Es dürfte erfahrene Sportlehrer nicht überraschen, wie wenig Unfallopfer sich in der „Klinik“ ansammeln.“ Und das Rollenspiel „Das Verkehrsgericht tagt“ ist geeignet, in eigenständiger Regie der Kinder einen Ausgleich zwischen Streitenden zu schaffen oder auf spielerische Weise Regelverstöße zu ahnden, wenn z. B. ein Fahrrad beschädigt, ein Buseinstieg behindert oder Regelungen eines Schülerlotsen missachtet wurden.